# Baraque Michel
Pour les articles homonymes, voir Baraque.
 (décembre 2009).
Si vous disposez d'ouvrages ou d'articles de référence ou si vous connaissez des sites web de qualité traitant du thème abordé ici, merci de compléter l'article en donnant les références utiles à sa vérifiabilité et en les liant à la section « Notes et références ».
La Baraque Michel (anciennement en allemand Michelshütte) est un lieu-dit du plateau des Hautes Fagnes. Elle doit son nom à l'auberge qui y a été installée au début du XIXe siècle ; c'est le point de départ de nombreuses randonnées.

## Géographie
Le sommet est situé à l'intersection des territoires communaux de Jalhay, de Malmedy et de Waimes. L'auberge se situe sur la commune de Jalhay.

### Hydrographie
Plusieurs rivières importantes de Belgique, tributaires du bassin de la Vesdre, prennent leur source à proximité. Les principales sont la Gileppe, la Hoëgne et la Helle.

## Histoire
C'était le point le plus haut (681 m) de la Belgique depuis l'indépendance du pays en 1830 jusqu'à l'annexion en 1919 de la partie orientale du plateau, qui appartenait jusque-là à la Prusse et comprend le signal de Botrange, plus haut de 13 m.
La baraque Michel fut fondée entre 1811 et 1813 par le tailleur Michel Schmitz, domicilié à Fouyr (hameau près de Jalhay), déjà en tant qu'auberge, mais aussi comme refuge pour voyageurs égarés : une cloche y était sonnée par temps de brouillard, ce qui permit le sauvetage de plus d'une centaine de personnes au cours du XIXe siècle. Cette création a donné lieu à une légende.
L'établissement servit également de relais pour les malles-poste prussiennes (qui reliaient les deux villes d'Eupen et Malmedy, à l'époque prussienne, mais pour lesquelles la liaison directe se faisait par ce territoire belge sur l'actuelle route nationale 68).
Lors de l'offensive allemande de la bataille des Ardennes en décembre 1944, l'occupation du lieu est prévue dans le cadre de l'opération Stösser. Dispersés sur tout le plateau des Hautes-Fagnes et au-delà, les parachutistes du lieutenant-colonel von der Heydte sont dans l'incapacité de remplir cet objectif ainsi que les autres qui leur ont été assignés.
Le site fait l'objet d'un important réaménagement routier début 2015, qui permet de déplacer l'assise de la route nationale vers l'est, en aménageant le parking à proximité de l'auberge, afin que celle-ci soit accessible du parking sans qu'il soit nécessaire de traverser cet important axe routier.

## Légende de la Baraque Michel
La création de la Baraque Michel a donné naissance à une légende. Selon celle-ci, Michel Schmitz se serait égaré dans les Fagnes et, épuisé par sa lutte contre les éléments, aurait fait le vœu, s'il échappait à la mort, de bâtir sur la lande un refuge où les voyageurs perdus comme lui pussent trouver asile. Ayant planté son bâton à l'endroit où il venait de prendre cette décision, Schmitz retrouva miraculeusement son chemin. Dès que, par la suite, il eut retrouvé le théâtre de son aventure, il y construisit une cabane en argile, en tourbe et en mottes de gazon où il s'installa en ermite afin de mener sa mission à bien. Ce havre serait à l'origine de l'auberge fagnarde. Cette légende a été reprise dans de nombreux ouvrages touristiques et dans la littérature régionale (notamment par l'écrivain mineur Albert Bonjean, « chantre de la Fagne »).
Plusieurs historiens ont souligné les incohérences et les absurdités du récit, qui n'apparaît que plus d'un demi-siècle après l'établissement de Michel Schmitz en Fagnes, dans les propos tenus par la belle fille de Schmitz (laquelle n'avait pas connu son beau père) à un historien local, Henri Schuermans (1871). Le professeur Klinkenberg a démontré que le cliché du voyageur égaré et miraculeusement retrouvé provient en ce cas d'un conte dû à Marcellin La Garde dans son Val de la Salm. Histoire et légendes ardennaises (1866), conte transposé à leur établissement par les occupants de la Baraque Michel.

## Monuments situés à proximité
- la chapelle Fischbach
- la croix des Fiancés

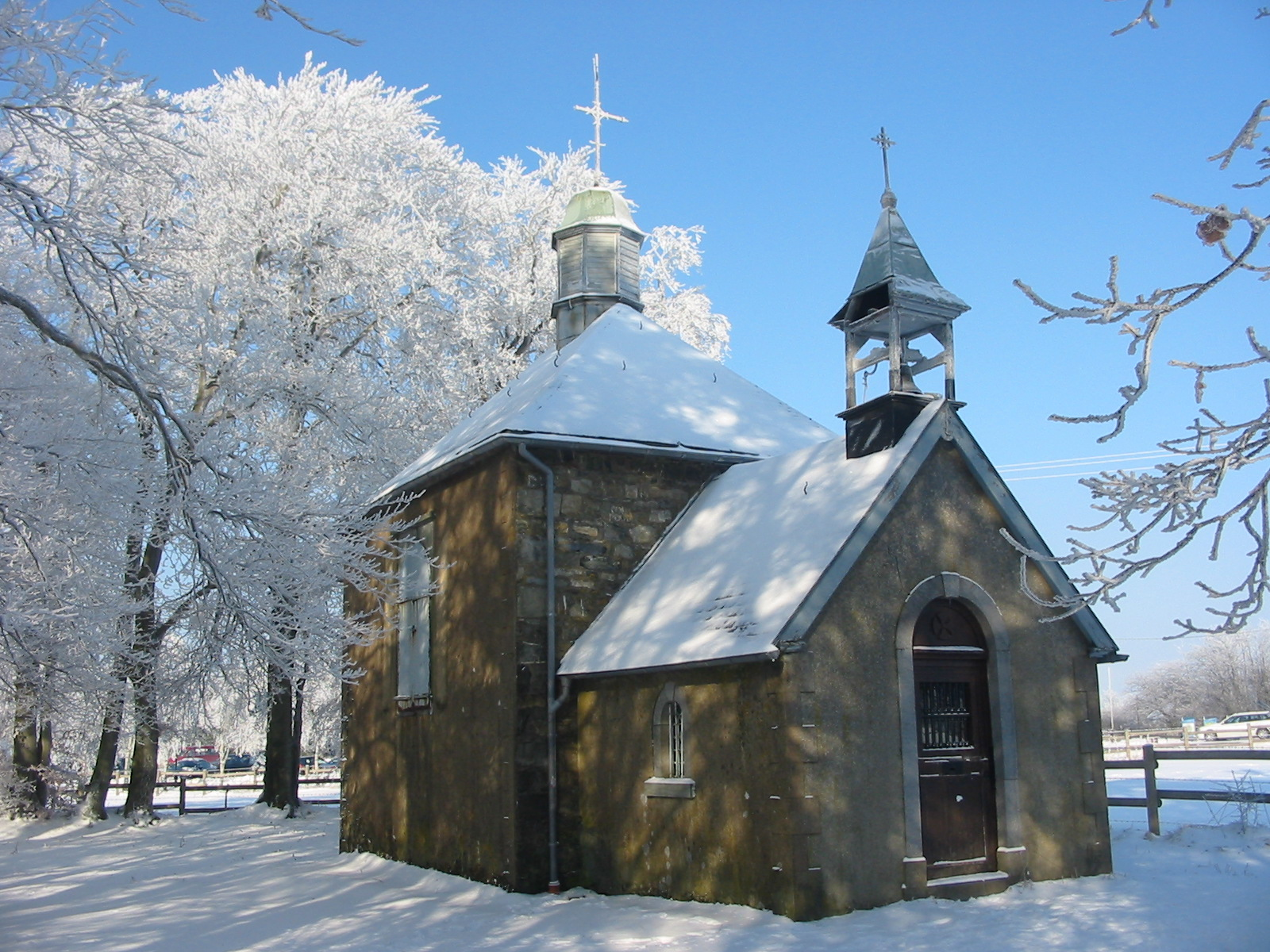
La chapelle Fischbach

- le Boultè, et les colonnes Hauptman et Panhaus

## Lieux-dits et auberges situés à proximité
- la Fagne de Polleur où la Hoëgne prend sa source
- le signal de Botrange
- le Mont Rigi